# Lassen Peak National Monument

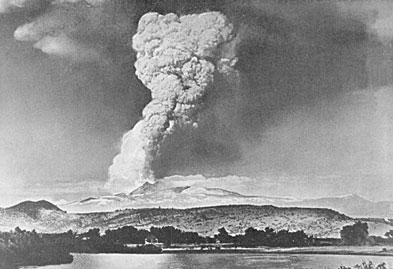
Erupcja wulkanu Lassen Peak w maju 1915 roku

Lassen Peak National Monument – nieistniejący obecnie pomnik narodowy w Stanach Zjednoczonych, w stanie Kalifornia. Pomnik został ustanowiony 6 maja 1907 roku decyzją prezydenta Stanów Zjednoczonych Theodore'a Roosevelta. Kongres Stanów Zjednoczonych połączył go 9 sierpnia 1916 roku z pomnikiem narodowym Cinder Cone National Monument i utworzył w ten sposób istniejący współcześnie Park Narodowy Lassen Volcanic.
Począwszy od 1914 roku teren pomnika był miejscem znacznej aktywności wulkanicznej. Erupcja wulkanu Lassen Peak, która miała miejsce 22 maja 1915 roku zdewastowała okolicę. Pył wulkaniczny wyrzucony w procesie erupcji rozprzestrzenił się na odległość ponad 300 km. Aktywność wulkaniczna na tym terenie trwała w różnym stopniu do 1921 roku.